# Dutenhofen
Dutenhofen is een plaats in de Duitse gemeente Wetzlar, deelstaat Hessen, en telt 3136 inwoners (2007).
In de plaats ligt spoorwegstation Dutenhofen.